# Кіровський район (Приморський край)
Кіровський район (рос. Кировский район) — район Приморського краю.
Адміністративний центр — смт Кіровський.

## Географія
Кіровський район розташовується в центральній частині Приморського краю. Район розташований на березі річки Уссурі.
Район, незважаючи на порівняно сприятливі кліматичні умови, населений нерівномірно. Ліси займають половину території району.

## Клімат
Клімат різко континентальний, мусонний, з морозними зимами (у січні -16 -18) і жарким вологим літом (в липні +22 +23). У рік випадає 500-600 мм опадів, основна частина яких припадає на літо.

## Населення
Населення району становить близько 23 222 жителів (за даними перепису 2009 року).

## Адміністративний поділ
Головою адміністрації Кіровського району з березня 2010 року є Смирнов Андрій Геннадійович
Адміністративно Чугуївський район ділиться на 6 сільських поселень:
- Криловське: села: Великі Ключи, Воллдимирівка, Криловка, Мар'янівка, Межигір'я
- Руновське: села: Антонівка, Афанасьєвка, Комаровка, Рунівка, Степанівка, з-ний. роз-д Краєвський
- Хвищанське: село Хвищанка)
- Горненське: (смт Горний)
- Горноключевське: смт Горні Ключі
- Кіровське: смт Кіровський, села: Авдіївка, Архангелівка, Єленівка, Лугове, Ольховка, Павло-Федорівка, Підгорне, Преображенка, Родникове, Увальне, Шмаковка

## Економіка
Однією з важливих статей бюджету району є санаторні та оздоровчі послуги. Поблизу села Шмаковка розташовані Шмаковські джерела кальціє-магнієвих мінеральних вод, близьких за складом до Нарзану. Поблизу Шмаковки розташований найвідоміший санаторій Приморського краю - «Імені 50-річчя Жовтня».
Іншою важливою статтею бюджету району є сільське господарство. У Кіровському районі один з найдовших у краї вегетаційних періодів і одні з найспекотніших літніх температур.

## Визначні пам'ятки
Недалеко від Шмаковки розташований найдавніший на Далекому Сході Свято-Троїцький Миколаївський чоловічий монастир, закритий в 1924 році, але відновлений в пост-радянський час.